# Vormurnthal
Vormurnthal ist ein Ortsteil der Gemeinde Thanstein im Oberpfälzer Landkreis Schwandorf in Bayern.

## Geographische Lage
Vormurnthal liegt ungefähr 5 Kilometer südwestlich von Thanstein im Schwarzachtal.
Im Norden von Vormurnthal befindet sich ein großes Waldgebiet mit dem Alten Thannstein (635 m), dem Knock (667 m), der Platte (616 m) und dem Warnberg (568 m).
Im Osten von Vormurnthal befindet sich ein ausgedehntes Waldgebiet mit dem Rösselberg (576 m), dem Plattenschlag (615 m), dem Unteren und dem Oberen Eibenstein (566 m), dem Stockinger Berg (582 m) und dem Roten Berg (633 m).
Im Süden von Vormurnthal auf dem Südufer der Schwarzach befindet sich ebenfalls ein großes Waldgebiet mit dem 586 Meter hohen Bockskirn.

## Geschichte
1964 war Dautersdorf eine eigenständige Gemeinde mit den Orten Dautersdorf, Holzhaus, Jedesbach, Jedesbachermühle, Schleife und Vormurnthal.
1972 wurde Vormurnthal als Ortsteil der aufgelösten Gemeinde Dautersdorf in die Gemeinde Thanstein eingegliedert.
Am 31. Dezember 1990 hatte Vormurnthal einen Einwohner und gehörte zur Pfarrei Thanstein.